# I когорта ретов
I когорта ретов (лат. Cohors I Raetorum) — вспомогательное подразделение армии Древнего Рима.
Когорта, вероятно, была набрана в правление императора Октавиана Августа из жителей Реции после 15 года до н. э. К эпохе царствования Клавдия подразделение уже существовало. О его ранней истории известно мало. Когорта впервые появляется в датируемой эпиграфической надписи от 107 года. В это время она дислоцировалась в своей родной провинции. Подразделение все еще там находилось в 166 году, когда оно в последний раз упоминается в датируемой надписи. Это надпись на плите из римского форта Шриенхоф в Шварцвальде, который, возможно, был одним из баз когорты.